# قومية كريولية
يشير مصطلح القومية الكريولية للأيديولوجية التي ظهرت في حركات الاستقلال بين الكريولو (أحفاد المستعمرين الأوروبيين)، وخاصة في أمريكا اللاتينية في وقت مبكر من القرن 19. أراد القوميون الكريول إنهاء سيطرة القوى الأوروبية. تم تسهيل هذا الهدف عندما استولى الإمبراطور الفرنسي نابليون على جزء كبير من إسبانيا والبرتغال (1807-1814)، وكسر سلسلة السيطرة من الملوك الإسبان والبرتغاليين إلى الحكام المحليين. رفضت المستعمرات الولاء للعواصم النابليونية، وطالب الكريول بشكل متزايد بالاستقلال. سعوا للإطاحة بـ«شبه الجزيرة» والموظفين المؤقتين المرسلين من الوطن الأم لفرض السيطرة. حصلوا على الاستقلال في سياق الحروب الأهلية بين 1808 و1826. مصطلح القومية الكريولية مطبق بشكل عام  للمستعمرات الأخرى أثناء إنهاء الاستعمار.

يقول المؤرخ جوشوا سيمون:
«تمتع الكريول بالعديد من الامتيازات، واستفادوا بشكل خاص من الاستغلال الاقتصادي والاستبعاد السياسي لعدد كبير من السكان الأصليين والأفارقة والمختلطون الأعراق. . . ومع ذلك، نظرًا لكون الكريول رعايا أمريكيين للإمبراطوريات الأوروبية، فقد تم تهميشهم اجتماعيا، وحُرموا من التمثيل المتساوي في المجالس الحضرية والبرلمانات، وخضعوا لسياسات تجارية مصممة لتعزيز المصالح الإمبريالية على حساب المستعمرات».
وبالتالي، سعى القوميون الكريول إلى إقامة دولة مستقلة تحت سيطرة الكريول. عادةً لم يعطوا وزناً للشعوب الأصلية أو المختلطة الأعراق التي شكلت الغالبية العظمى من السكان في معظم مستعمرات أمريكا اللاتينية. لكن في إندونيسيا، كانت حركة الكريول أقرب إلى العنصر الإندونيسي الأصلي منها إلى الأوروبي المولد.
في المكسيك عام 1813 في كونغرس تشيلبانسينغو، أعرب إصدار أول إعلان مكسيكي للاستقلال عن مشاعر القومية الكريولية. ووفقًا للمؤرخ ديفيد برادينج، فإن «الوطنية الكريولية، التي بدأت كتعبير عن الهوية الاجتماعية للإسبان الأمريكيين، تحولت إلى أيديولوجية تمرد القومية المكسيكية». بعد الاستقلال، تعمقت النزعة القومية الكريولية بفضل توسع المجال العام، ودور الانتخابات والأحزاب السياسية، وزيادة توافر الصحف والنشرات، وظهور طبقة وسطى قومية قدمت جمهورًا داعمًا للغاية للتوقعات الخيالية للإنجازات الوطنية المستقبلية. أصبح الخيال الطوباوي أداة شائعة بشكل خاص.
أعرب البيروفيون في كونفدرالية بيرو وبوليفيا 1836-189 عن مطالبهم بالقومية الكريولية البيروفية. تم التعبير عن المشاعر القومية من خلال الصحافة المناهضة للكونفدرالية، وخاصة في شكل شعر ساخر وقصص قصيرة ومفاهيم طوباوية. كان هناك تركيز شديد على نسخة مجيدة من ماضي الإنكا بينما كانوا يرفضون الحاضر الهندي. لقد جمع الخطاب القومي، وحتى الخطاب العنصري، الموضوعات التي نشأت قبل نصف قرن من الزمان. أصبح هذا الخطاب العاطفي التعبير الرئيسي عن أيديولوجية عمت تاريخ بيرو منذ ذلك الحين. في الواقع، بلغ الخطاب ذروته في القرن العشرين، وهو يظهر بوادر أزمة في القرن الحادي والعشرين.